# Handley Page
Handley Page – brytyjska wytwórnia samolotów Handley Page Ltd., specjalizująca się w budowie ciężkich bombowców i samolotów komunikacyjnych.

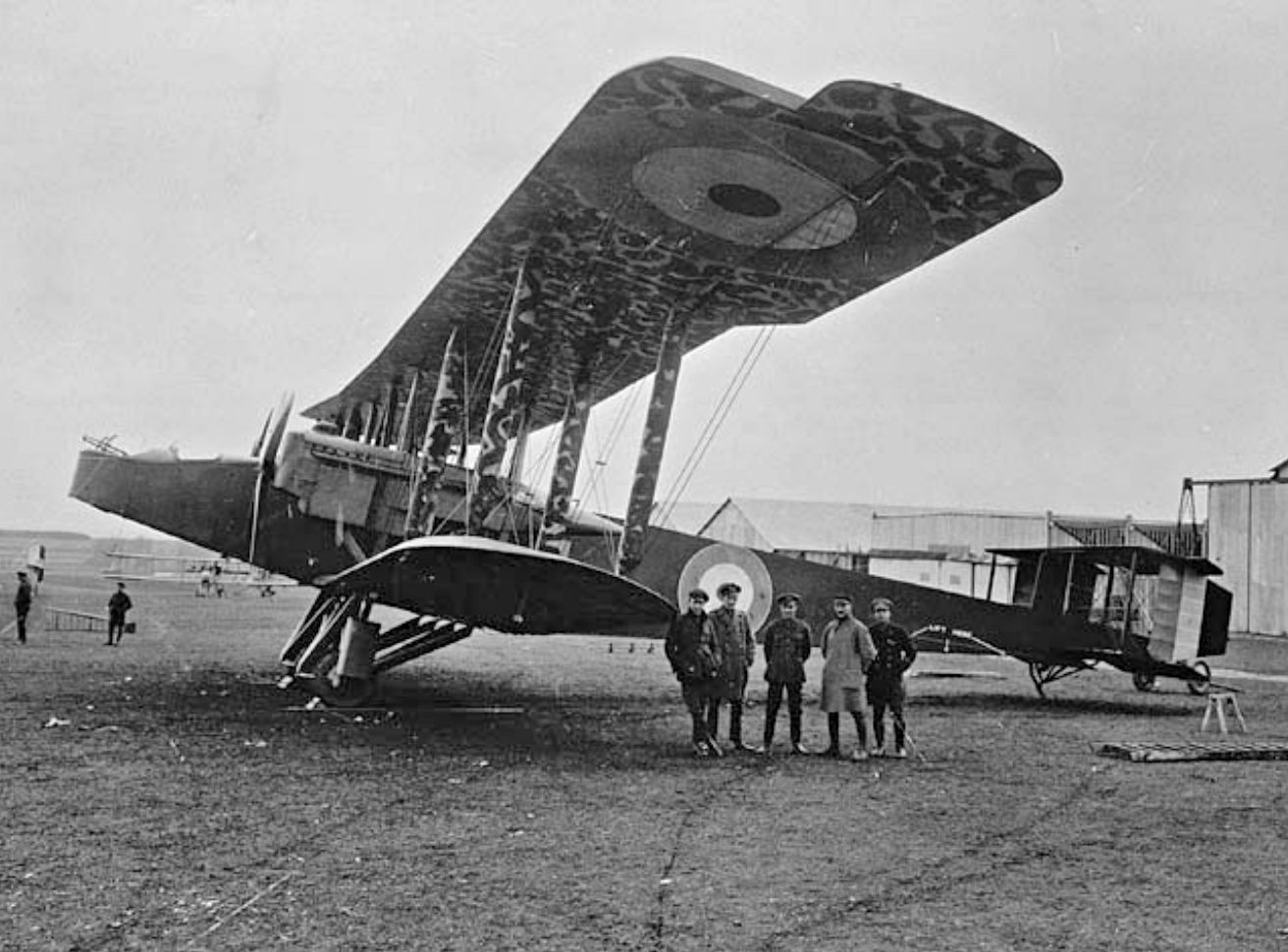
Handley Page 0/100

Firmę założył Frederick Handley Page w 1909, jako jedną z pierwszych wytwórni lotniczych na świecie. Rozgłos firmie przyniosła seria ciężkich dwupłatowych bombowców, produkowanych podczas I wojny światowej. Pierwszym z nich był dwusilnikowy O/100 (H.P.11). Jego rozwinięciem był szczególnie udany O/400 (H.P.12) z 1916, wyprodukowany w liczbie 800 sztuk. W 1918 firma wypuściła czterosilnikowy bombowiec V/1500 (H.P.15) o największym wówczas udźwigu bomb (3300 kg), przeznaczony do ataków na Niemcy.
Po I wojnie bombowce Handley Page, zwłaszcza O/400, służyły jako samoloty pasażerskie, między innymi między Londynem a Paryżem na stworzonych w tym celu liniach lotniczych Handley Page Transport. Powstał też w tym okresie pierwszy specjalnie zaprojektowany samolot pasażerski Handley Page W.8 (H.P.18), oparty na konstrukcji dotychczasowych bombowców, a następnie jego rozwinięcia: W.8e (H.P.26), W.9 (H.P.27) i W.10 (H.P.30). W 1924 z linii Handley Page Transport i dwóch innych utworzono Imperial Airways, pierwsze brytyjskie państwowe linie lotnicze. Od 1930 Handley Page zbudował 8 dużych dwupłatowych czterosilnikowych samolotów pasażerskich H.P.42E i H.P.45, nazywanych też typami Hannibal i Heracles od nazw własnych pierwszych samolotów. 5 samolotów typu Hannibal służyło do komunikacji transkontynentalnej z Indiami i Afryką. Z innowacji technicznych, firma Handley Page jako pierwsza zastosowała w skrzydłach samolotów sloty, które opatentowała w 1919, uzyskując spory dochód z opłat licencyjnych, co pomogło przetrwać ubogie w zamówienia lata 20. W okresie międzywojennym firma opracowała kilka samolotów cywilnych i bojowych, które jednak nie weszły w większości do produkcji, lub były produkowane w niewielkiej liczbie. Seryjnie produkowane były natomiast bombowce: dwupłatowy Heyford z 1933 (124 sztuki) i jednopłatowy Harrow z 1936 (100 sztuk).

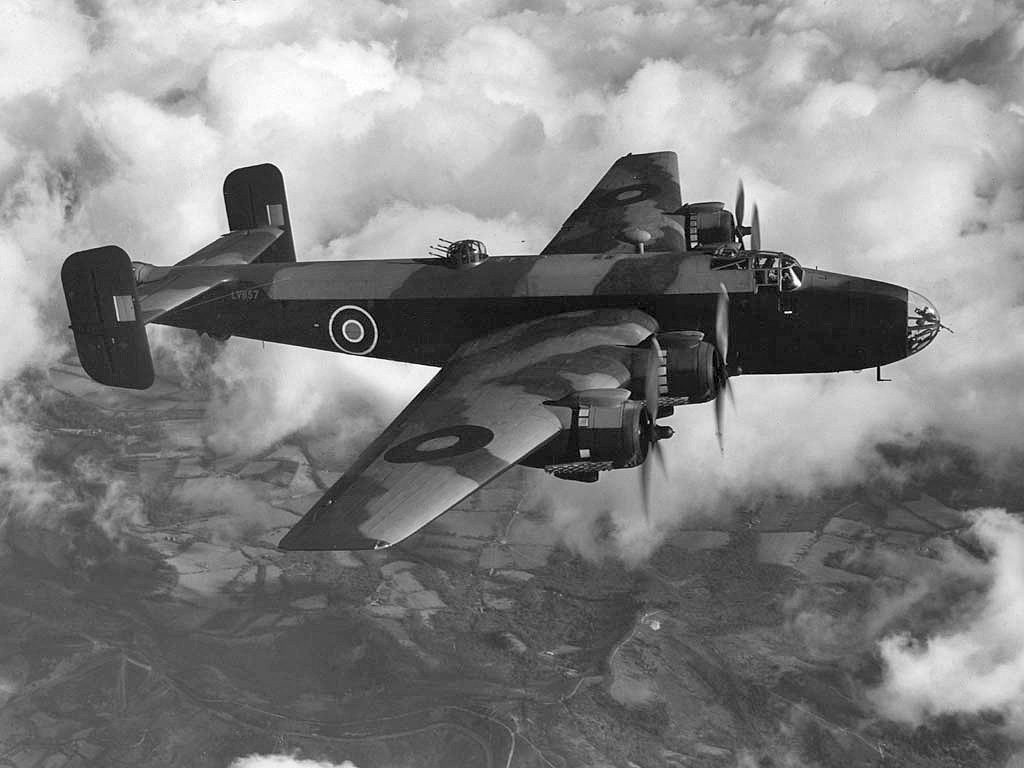
Handley Page Halifax

Przed II wojną światową firma skonstruowała metalowy średni bombowiec Handley Page Hampden, wyprodukowany jednak w liczbie 1432 sztuk. Sukcesem okazał się dopiero ciężki czterosilnikowy bombowiec Handley Page Halifax, zbudowany w liczbie 6176 sztuk, aczkolwiek pozostający w cieniu konkurencyjnego samolotu Avro Lancaster.
Po wojnie, firma skonstruowała m.in. dwusilnikowe samoloty transportowe Hastings i HPR 7 Military Herald, produkowane w niewielkiej liczbie. W latach 50. firma wyprodukowała odrzutowy bombowiec Handley Page Victor, najbardziej zaawansowany z brytyjskiego szeregu bombowców „V”, stanowiący element brytyjskiego lotnictwa strategicznego. Samoloty Victor służyły po przebudowie na powietrzne tankowce jeszcze do 1993 roku.
W 1962 zmarł Frederick Handley Page (od 1942 – sir Frederick). W dużej mierze na skutek polityki rządu, dążącego do konsolidacji małych wytwórni lotniczych i anulującego zamówienia na samoloty Victor, firma Handley Page zbankrutowała i przestała istnieć w 1970.
Główne typy samolotów Handley Page (podane daty rozpoczęcia produkcji):
| O/100                         | bombowiec 2-silnikowy dwupłatowy, 1916                     |
| O/400                         | bombowiec 2-silnikowy dwupłatowy, 1916                     |
| V/1500                        | bombowiec 4-silnikowy dwupłatowy, 1918                     |
| W.8                           | samolot pasażerski 2-silnikowy dwupłatowy, 1920            |
| W.8e Hamilton, W.9a Hampstead | samoloty pasażerskie 3-silnikowe dwupłatowe                |
| Hyderabad (H.P.24)            | bombowiec 2-silnikowy dwupłatowy, 1925                     |
| Hinaidi (H.P.33 / 36)         | bombowiec 2-silnikowy dwupłatowy                           |
| Clive (H.P.35)                | samolot transportowy 2-silnikowy dwupłatowy                |
| H.P.42E (Hannibal)            | samolot pasażerski 2-silnikowy dwupłatowy, 1930            |
| Heyford                       | bombowiec 2-silnikowy dwupłatowy, 1933                     |
| Harrow                        | bombowiec 2-silnikowy górnopłat, 1936                      |
| Hampden                       | bombowiec 2-silnikowy średniopłat, 1938                    |
| Halifax                       | bombowiec 4-silnikowy średniopłat, 1940                    |
| Halton                        | samolot transportowy 4-silnikowy średniopłat, 1946         |
| Hastings                      | samolot transportowy 4-silnikowy dolnopłat, 1948           |
| Hermes                        | samolot pasażerski 4-silnikowy dolnopłat, 1948             |
| Herald (H.P.R.7)              | samolot transportowy i komunikacyjny 2-silnikowy górnopłat |
| Victor                        | bombowiec odrzutowy 4-silnikowy średniopłat, 1956          |